# Giải phương trình
 Trong toán học, để giải phương trình là để tìm ra các nghiệm của nó, đó là những giá trị (số, hàm, tập hợp, vv) mà thỏa mãn đầy đủ các điều kiện quy định bởi các phương trình, bao gồm hai biểu thức kết nối với nhau bằng dấu bằng. Khi tìm kiếm nghiệm số, một hoặc nhiều biến tự do được chỉ định là ẩn số. Một nghiệm là sự gán các biểu thức cho các biến chưa biết làm cho đẳng thức trong phương trình trở nên đúng. Nói cách khác, một nghiệm là một biểu thức hoặc một tập hợp các biểu thức (một giá trị cho mỗi ẩn số) sao cho khi giá trị trên được thay thế cho các ẩn số, phương trình trở thành hằng đẳng thức. Một bộ lời giải của một phương trình thường được gọi là nghiệm của phương trình, đặc biệt nhưng không chỉ đối với các phương trình đại số hoặc số.

Một ví dụ về sử dụng phương pháp Newton-Raphson để giải phương trình hoặc tương đương, để tìm một nghiệm của f (khi f là hàm được mô tả). Phương pháp Newton-Raphson là một thủ tục để tìm một nghiệm thực.

Bài toán giải phương trình có thể là số hoặc tượng trưng. Giải phương trình bằng số có nghĩa là chỉ các số được biểu diễn rõ ràng dưới dạng số (không phải là biểu thức liên quan đến các biến), được thừa nhận là giải pháp. Giải phương trình một cách tượng trưng có nghĩa là các biểu thức có thể chứa các biến đã biết hoặc cũng có thể là các biến không có trong phương trình ban đầu được thừa nhận là lời giải của phương trình đó.
Ví dụ: phương trình x + y = 2x – 1 được giải cho ẩn x bằng biểu thức x = y + 1, vì thay thế y + 1 cho x trong phương trình dẫn đến (y + 1) + y = 2(y + 1) – 1, đây là một đẳng thức đúng. Cũng có thể lấy biến y là ẩn số, và sau đó phương trình được giải bằng y = x – 1. Hoặc x và y đều có thể được coi là ẩn số, và sau đó có nhiều giải pháp cho phương trình. (x, y) = (a + 1, a) là một giải pháp tượng trưng. Tạo một giải pháp tượng trưng với các số cụ thể luôn đưa ra một giải pháp số; ví dụ: a = 0 cho cặp nghiệm (x, y) = (1, 0) (nghĩa là x = 1 và y = 0) và a = 1 cho cặp nghiệm (x, y) = (2, 1). Lưu ý rằng sự phân biệt giữa các biến đã biết và các biến chưa biết được thực hiện trong tuyên bố của đề bài, thay vì phương trình. Tuy nhiên, trong một số lĩnh vực của toán học, quy ước là để dành một số biến là đã biết và các biến khác là không xác định. Khi viết đa thức, các hệ số thường được coi là đã biết đến và các biến được coi là không xác định, nhưng tùy thuộc vào vấn đề, tất cả các biến có thể đảm nhận vai trò này hoặc vai trò kia.
Tùy thuộc vào vấn đề, nhiệm vụ có thể là tìm bất kỳ lời giải nào (tìm một lời giải duy nhất là đủ) hoặc tất cả các lời giải. Tập hợp tất cả các giải pháp được gọi là tập hợp lời giải. Trong ví dụ trên, lời giải (x, y) = (a + 1, a) cũng là một tham số của tập hợp giải pháp với tham số là a. Cũng có thể nhiệm vụ là tìm ra một giải pháp, trong số có thể rất nhiều lời giải, tìm lời giải tốt nhất trong một số khía cạnh; vấn đề có tính chất đó được gọi là vấn đề tối ưu hóa; giải quyết một vấn đề tối ưu hóa thường không được gọi là "giải phương trình".